# Tabita Rezaire
Tabita Rezaire est une artiste contemporaine, thérapeute « en santé-tech-politix », et professeure de yoga « kemetic » et kundalini, française et danoise, née en 1989,,.

## Biographie
Elle se définit comme « franco-guyano-danoise ». Elle grandit à Paris et étudie dans cette ville ainsi qu'à Copenhague et Londres, où elle fait un master au Central Saint Martins College of Art and Design. Elle vit ensuite à Paris, au Mozambique puis à Johannesbourg à partir de 2014,.
En 2017, elle est accueillie en résidence par la MeetFactory à Prague, où elle commence à travailler sur le son.
Elle s'installe en Guyane en 2018. Elle y cultive du cacao et enseigne le yoga.

## Œuvres

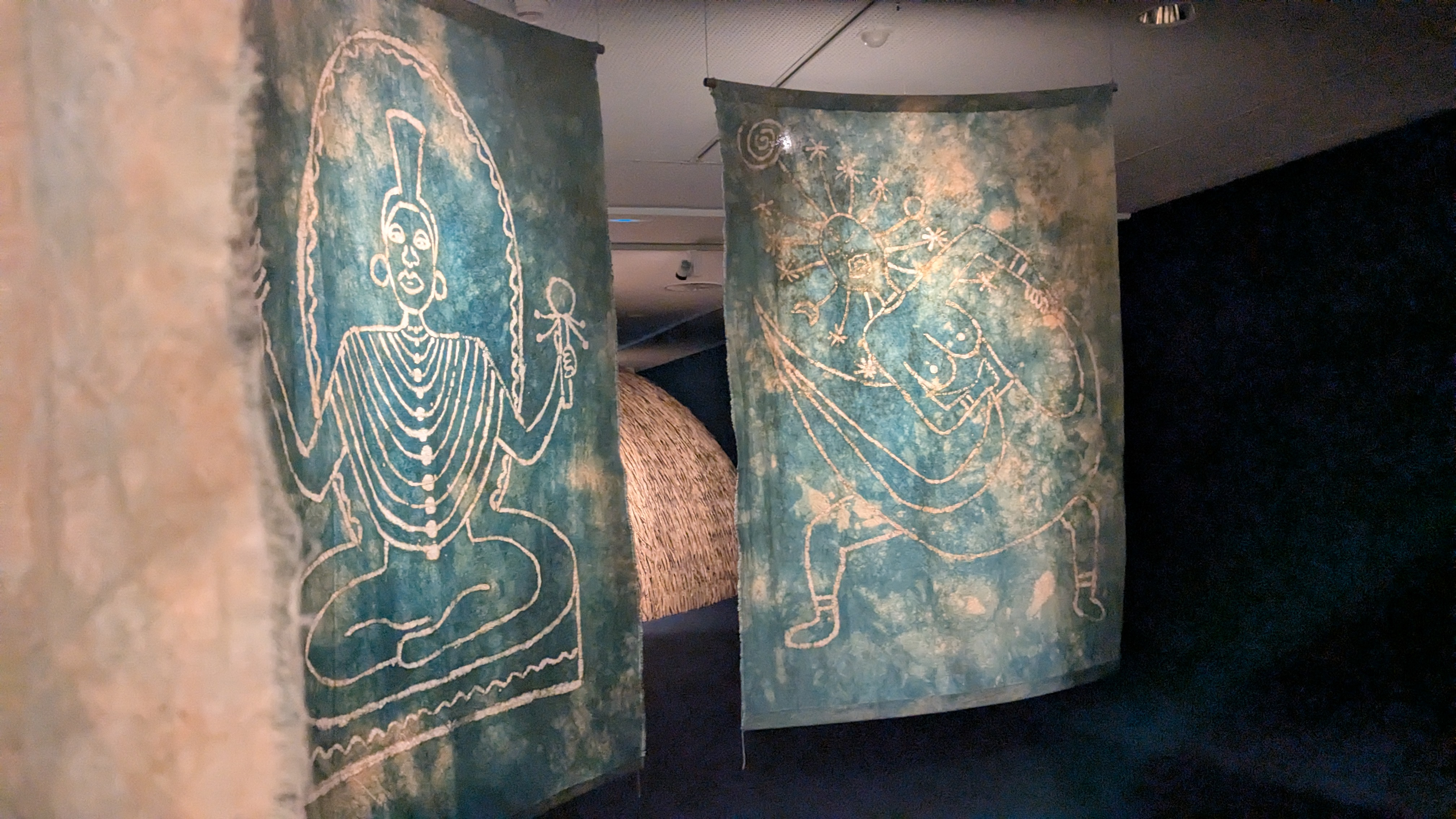
Exposition dOmu Elu à Madrid en décembre 2024.

Elle réalise des vidéos et des œuvres numériques où elle se met fréquemment en scène. Le corps est considéré comme une technologie dans son travail. 
Nombre de ses œuvres ont trait au concept de race et au féminisme. 
Son œuvre vidéo Afro Cyber Resistance (2014) dénonce le caractère occidentalo-centré d'Internet, et la forme de suprémacisme blanc qui s'exerce par le contrôle du réseau. Elle décrit Internet, à l'instar du monde qui l'entoure, comme « exploitationniste, discriminatoire, classiste, patriarcal, raciste, homophobe, coercitif et manipulateur »,. Elle appelle à une cyber-résistance qui amènerait à la décolonisation d'Internet.
Sa première exposition solo, Exotic Trade, a lieu en 2017 à la Goodman Gallery à Johannesbourg. Celle-ci comprend des vidéos, une installation, et des autoportraits produits numériquement.
Le travail de Rezaire utilise souvent le registre aquatique pour représenter Internet. Dans Deep Down Tidal, exposée en 2017, elle remarque que les câbles sous-marins suivent les mêmes voies maritimes que celles de la traite négrière. Rezaire fait aussi référence à un imaginaire d'une « Atlantide noire », par référence à L'Atlantique noir. Selon la critique Katrin Köppert, l'œuvre de Rezaire imagine des avenirs afrofuturistes qui ne seraient pas monolithiques mais auraient bien plus la forme de fractales, comme celles des motifs coralliens utilisés dans ses installations. L'œuvre est aussi présentée au Brésil sous le titre Na Maré Profunda.
Dans son installation Sugar Walls Teardom présentée pour la première fois en 2016, Rezaire dénonce l'utilisation du corps des femmes racisées pour faire avancer la science, faisant référence notamment à Lucy, Betsey et Anarcha, trois femmes noires utilisées comme cobayes lors des débuts de la gynécologie, et à Henrietta Lacks, une femme noire dont les cellules cancéreuses, cultivées sans son consentement, permettent les tests d'innombrables expériences médicales. La critique Sara Morais dos Santos Bruss étend cette critique et argumente que les informations utilisées pour entraîner les intelligences artificielles amicales, majoritairement volées par scraping, sont en grande partie des produits directement extraits des corps racisés et féminisés. L'extraction de ces données serait en continuité avec la suprématie blanche qui façonnerait les sciences occidentales tout au long de leur histoire. L'IA, chargée de remplir des tâches reproductives, n'y parviendrait qu'en rendant invisibles les corps des femmes racisées dont cette capacité a été extraite, de manière comparable aux technologies de gestation pour autrui. Katrin Köppert relie aussi cette installation avec l'exemple des applications de suivi menstruel, et apprécie les références au cyberféminisme ainsi que son esthétique de l'accumulation d'objets.
Dans l'exposition Cabula Nesh. From indigenous knowledges to digital technologies, curatée par Chuz Martinez et présentée en octobre 2024 au Musée Thyssen Bornemisza , Tabira explore les intersections entre technologie, spiritualité, décolonisation et guérison en collaboration avec l'artiste et architecte Youssef Agbo-Ola et les biologistes Alex Jordan et Anna Wenjer. Les trois installations présentées au public conçoivent une narrative visuelle nourrie des méthodes des anciennes cultures non indo-européennes à fin de provoquer une vision non eurocentrée des arts visuels. 

## Collaborations
Elle forme le duo Malaxa, basé à Johannesbourg et Tel Aviv, avec Alicia Mersy.

## Impact
Les idées de Tabita Rezaire ont inspiré le projet Wikifemia du collectif Roberte la Rousse, une révision humoristique et féministe de biographies de femmes sur l'encyclopédie en ligne.